# Bullfrog Hills
Le Bullfrog Hills sono una piccola catena montuosa che si trova nella parte più a sud della contea di Nye in Nevada.
Il punto più elevato della catena è rappresentato dalla Sawtooth Mountain che raggiunge i 1 830 metri (6 004 ft) di altitudine.
Nella zona si trova il distretto minerario storico di Rhyolite. Dalla stazione di Rhyolite, la Tonopah and Tidewater Railroad attraversava le alture delle Bullfrog Hills per arrivare al distretto minerario di Bullfrog.